# Sliwa Bar Yuhanna
Sliwa Bar Yuhanna, en arabe Salîbâ b. Yuhanna al-Mawsili (né en 1315) est un chroniqueur chrétien de langue arabe du XIVe siècle, appartenant à l'Église d'Orient.

## Biographie
Né à Mossoul en 1315, fils d'un prêtre de l'Église d'Orient, il fut lui-même ordonné très jeune, puis quitta son pays natal pour Famagouste, sur l'île de Chypre, où vivait à l'époque une importante communauté nestorienne fuyant les persécutions dont furent victimes les chrétiens sous les derniers ilkhans. L'île était sous domination latine depuis 1191. En 1324, le pape Jean XXII avait ordonné au patriarche latin de Jérusalem, dont dépendait l'île (à l'époque les dominicains Raymond Béguin, puis Pierre de la Palude), d'en extirper l'« hérésie nestorienne ». L'activité de Sliwa eut un objectif d'apologie de son Église soumise aux pressions du catholicisme.

## Œuvre
Il est l'auteur d'un ouvrage en arabe intitulé Asfâr al-Asrâr (les Livres des mystères), ou Kitab al-Tawârikh (le Livre des chroniques). Organisé en cinq parties, c'est essentiellement une compilation directe ou indirecte de chroniques historiques plus anciennes, surtout ecclésiastiques : le chapitre V du Kitab al-Majdal (Livre de la Tour) de Mari ibn Sulayman, un écrivain nestorien arabophone du XIIe siècle ; la Chronique de Séert (source également de Mari ibn Sulayman) ; les Annales d'Eutychius d'Alexandrie ; la Chronographie d'Élie de Nisibe. La cinquième partie, consacrée aux catholicos nestoriens, s'achève sur la mort de Yahballaha III en novembre 1317. La langue est un arabe peu classique mâtiné de syriaque.
Une édition critique du Kitāb Asfār al-asrār est en cours de publication au CEDRAC par le P. Gianmaria Gianazza.

### Édition
- Sliwa Bar Yuhanna, édition H. Gismondi, Maris Amri et Slibae de Patriarchis nestorianorum commentaria, Rome, 1896-1899.